# Liste der Monuments historiques in Aytré
Die Liste der Monuments historiques in Aytré führt die Monuments historiques in der französischen Gemeinde Aytré auf.

## Liste der Objekte
| Bezeichnung  | Beschreibung                             | Standort                 | Kennzeichnung | Schutzstatus | Datum | Bild |
| ------------ | ---------------------------------------- | ------------------------ | ------------- | ------------ | ----- | ---- |
| Drei Gemälde | Ölgemälde von Gaston Balande (1880–1971) | im Hôtel de Ville (Lage) | PM17001797    | Inscrit      | 1955  |      |